# Lumsden Hare

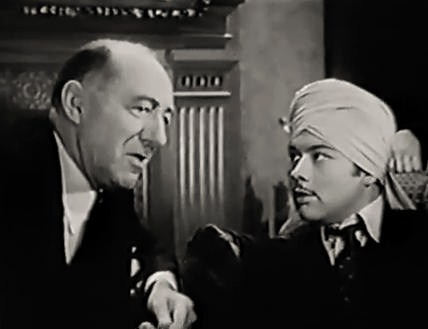
Hare con Turhan Bey (der.) en Shadows on the Stairs (1941)

Lumsden Hare (27 de abril de 1874-28 de agosto de 1964) fue un actor teatral y cinematográfico de origen irlandés, dedicado también a la dirección y la producción teatral.

## Biografía
Su nombre completo era Francis Lumsden Hare, y nació en Tipperary, Irlanda. Instalado en los Estados Unidos, Hare debutó en el circuito de Broadway, en Nueva York, en 1900, actuando en un total de más de 35 producciones hasta el año 1942. Entre los actores con los que trabajó en Nueva York, figuran estrellas como Ethel Barrymore, Billie Burke, Helen Hayes y Marjorie Rambeau. En varias de las producciones fue director y/o productor.
Empezó a trabajar en el cine en 1916, teniendo lugar su última actuación en la pantalla en 1961. En total trabajó en más de 140 películas y en alrededor de una docena de producciones televisivas. 
Hare falleció en Beverly Hills, California, en 1964. Tenía 90 años de edad.

## Teatro (Broadway)
- 1900: Prince Otto, a partir de Robert Louis Stevenson, producida, escrita e interpretada por Otis Skinner.
- 1906: The House of Mirth, de Clyde Fitch y Edith Wharton, con Charles Lane y Grant Mitchell.
- 1907-1908: Her Sister, de Clyde Fitch y Cosmo Gordon Lennox, con Ethel Barrymore, Arthur Byron y Lucile Watson.
- 1908-1909: What Every Woman knows, de J. M. Barrie, con Richard Bennett.
- 1909: Disengaged, de Henry James, con Louise Closser Hale.
- 1909: The Flag Lieutenant, de W. P. Drury y Leo Trevor, escenografía de Gustav von Seyffertitz, con Richard Garrick.
- 1911: The Philosopher in the Apple Orchard, de E. Harcourt Williams, con Billie Burke.
- 1911-1912: The Witness of the Defense, de A.E.W. Mason, con Ethel Barrymore.
- 1912: Preserving Mr. Panmure, de Arthur Wing Pinero.
- 1912-1913: The Whip, de Cecil Raleigh y Henry Hamilton, con John Halliday.
- 1913-1914: The Land of Promise, de W. Somerset Maugham, con Billie Burke.
- 1914: Jerry, de Catherine Chisholm, con Billie Burke.
- 1914: The Elder Son, de Lucien Népoty, adaptación de Frederick Fenn.
- 1914-1915 : Driven, de E. Temple Thurston.
- 1915: The Fallen Idol, de Guy Bolton.
- 1915: The New York Idea, de Langdon Mitchell, con John Cromwell y Mary Nash.
- 1915: The Liars, de Henry Arthur Jones, con John Cromwell y Mary Nash.
- 1916: Getting Married, de George Bernard Shaw, con William Faversham.
- 1917-1918: Lord and Lady Algy, de R.C. Carton, con William Faversham.
- 1918: Peter's Mother, de Mme Henry De La Pasture, con Philip Tonge (también dirección).
- 1919-1920: The Unknown Woman, de Marjorie Blaine y Willard Mack, con Marjorie Rambeau.
- 1920: Trimmed in Scarlet, de William J. Hurlbut, con Sidney Blackmer.
- 1921: The Title, de Arnold Bennett, con Ernest Cossart (también dirección).
- 1922: Drifting, de John Colton y D.H. Andrews, con Humphrey Bogart, Alice Brady y Robert Warwick.
- 1922: Up the Ladder, de Owen Davis, con Paul Kelly y Doris Kenyon (solo como director).
- 1922: Billeted, de F. Tennyson Jesse y H.M. Harwood, con Selena Royle.
- 1924: The Mask and the Face, de Luigi Chiarelli, adaptación de Chester Bailey Fernald, con William Faversham y Robert Montgomery.
- 1925: His Queen, de John Hastings Turner, con Robert Warwick.
- 1925: Antonia, de Melchior Lengyel, adaptación de Arthur Richman, escenografía de Melchior Lengyel y George Cukor, con Ilka Chase, Philip Merivale, Marjorie Rambeau y Georges Renavent.
- 1926: Ashes of Love, de Vera Cathcart, con Alison Skipworth.
- 1926: What every Woman knows, de J. M. Barrie, con Helen Hayes y Rose Hobart (también dirección).
- 1926: Slaves All, de Edward Percy, con Lionel Atwill (solo dirección).
- 1928: The Patriot, de Alfred Neumann, adaptación de Ashley Dukes, con John Gielgud.
- 1928: 12,000, de Bruno Frank, adaptación de William A. Drake, con Walter Kingsford y Basil Sydney.
- 1928: Elmer Gantry, de Patrick Kearney a partir de Sinclair Lewis (también director).
- 1937: The Lady has a Heart, de Ladislau Bush-Fekete, adaptación de Edward Roberts, con Elissa Landi y Vincent Price.
- 1939: Billy draws a Horse, de Lesley Storm.
- 1942: Plan M, de James Edward Grant.

## Selección de su filmografía

### Cine

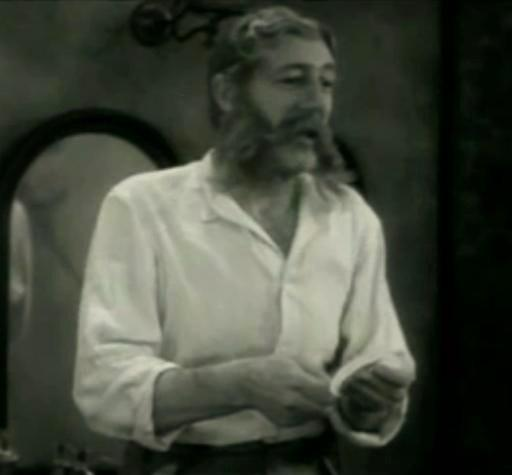
Hare en Svengali (1931)

- 1916: Love's Crucible, de Émile Chautard (corto).
- 1917: Barbary Sheep, de Maurice Tourneur.
- 1918: The Light Within, de Laurence Trimble.
- 1919: The Country Cousin, de Alan Crosland.
- 1919: The Avalanche, de George Fitzmaurice.
- 1920: The Blue Pearl, de George Irving.
- 1921: The Education of Elizabeth, de Edward Dillon.
- 1922: Sherlock Holmes, de Albert Parker.
- 1923: On the Banks of the Wabash, de James Stuart Blackton.
- 1925: One Way Street, de John Francis Dillon.
- 1929: The Black Watch, de John Ford.
- 1930: So This Is London, de John G. Blystone.
- 1931: Charlie Chan Carries on, de Hamilton MacFadden.
- 1931: Svengali, de Archie Mayo.
- 1931: Arrowsmith, de John Ford.
- 1932: Devil's Lottery, de Sam Taylor.
- 1933: International House, de A. Edward Sutherland.
- 1933: College Humor, de Wesley Ruggles.
- 1934: The House of Rothschild, de Alfred L. Werker.
- 1934: The Little Minister, de Richard Wallace.
- 1934: The World moves On, de John Ford.
- 1935: Cardinal Richelieu, de Rowland V. Lee
- 1935: Clive of India, de Richard Boleslawski.
- 1935: Las cruzadas, de Cecil B. DeMille.
- 1935: The Three Musketeeers, de Rowland V. Lee
- 1935: The Lives of a Bengal Lancer, de Henry Hathaway.
- 1935: Folies Bergère de Paris, de Roy Del Ruth.
- 1936: The Princess Comes Across, de William K. Howard.
- 1936: Under Two Flags, de Frank Lloyd.
- 1936: The Last of the Mohicans, de George B. Seitz.
- 1936: Lloyd's of London, de Henry King.
- 1936: The Charge of the Light Brigade, de Michael Curtiz.
- 1937: The Life of Emile Zola, de William Dieterle.
- 1937: El último adiós a la señora Cheyney (The Last of Mrs. Cheyney), de Richard Boleslawski.
- 1937: Parnell, de John M. Stahl.
- 1939: Gunga Din, de George Stevens.
- 1939: Captain Fury, de Hal Roach.
- 1940: Northwest Passage, de King Vidor.
- 1940: Rebecca, de Alfred Hitchcock.
- 1940: A Dispatch from Reuter's, de William Dieterle.
- 1941: Dr Jekyll and Mr. Hyde, de Victor Fleming.
- 1941: Shadows on the Stairs, de D. Ross Lederman.
- 1941: Suspicion, de Alfred Hitchcock.
- 1941: Hudson's Bay, de Irving Pichel.
- 1942: This Above All, de Anatole Litvak.
- 1942: Niebla en el pasado, de Mervyn LeRoy.
- 1943: Madame Curie, de Mervyn LeRoy.
- 1943: Mission to Moscow, de Michael Curtiz.
- 1943: Jack London, de Alfred Santell.
- 1944: The Lodger, de John Brahm.
- 1944: The Canterville Ghost, de Jules Dassin y Norman Z. McLeod
- 1944: The White Cliffs of Dover, de Clarence Brown.
- 1945: Captain Kidd, de Rowland V. Lee
- 1945: The Valley of Decision, de Tay Garnett.
- 1945: El retrato de Dorian Gray, de Albert Lewin.
- 1946: The Green Years, de Victor Saville.
- 1947: The Private Affairs of Bel Ami, de Albert Lewin.
- 1947: The Paradine Case, de Alfred Hitchcock.
- 1947: The Exile, de Max Ophüls.
- 1947: Green Dolphin Street, de Victor Saville.
- 1947: The Imperfect Lady, de Lewis Allen.
- 1947: It Happened in Brooklyn, de Richard Whorf.
- 1947: The Secret Life of Walter Mitty, de Norman Z. McLeod
- 1947: Ivy, de Sam Wood.
- 1948: Hills of Home, de Fred M. Wilcox.
- 1948: Mr. Peabody and the Mermaid, de Irving Pichel.
- 1949: That Forsyte Woman, de Compton Bennett.
- 1949: Challenge to Lassie, de Richard Thorpe.
- 1950: Fortunes of Captain Blood, de Gordon Douglas.
- 1950: Rogues of Sherwood Forest, de Gordon Douglas.
- 1951: The Desert Fox: The Story of Rommel, de Henry Hathaway.
- 1951: David and Bathsheba, de Henry King.
- 1952: My Cousin Rachel, de Henry Koster.
- 1952: Diplomatic Courier, de Henry Hathaway.
- 1953: Young Bess, de George Sidney.
- 1953: Julio César, de Joseph L. Mankiewicz.
- 1954: Rose-Marie, de Mervyn LeRoy.
- 1954: King Richard and the Crusaders, de David Butler.
- 1955: Battle Cry, de Raoul Walsh.
- 1957: Johnny Tremain, de Robert Stevenson.
- 1959: Count Your Blessings, de Jean Negulesco.
- 1959: The Four Skulls of Jonathan Drake, de Edward L. Cahn

### Televisión
- 1955: Las aventuras de Rin tin tin, episodio The Lost Scotchman.
- 1960: The Wonderful World of Disney, episodios Moochie of Pop Warner Football: Pee Wees vs. City Hall / From Ticonderoga to Disneyland (de William Beaudine).